# Charlotte Geer
Charlotte Mosher "Carlie" Geer (Greenwich, Connecticut, 13 de noviembre de 1957) es una remera de los Estados Unidos.

## Olimpiadas
Geer y su hermana se clasificaron para el equipo olímpico de los Estados Unidos en 1980, pero ninguna de las dos pudo competir debido al boicot del Comité Olímpico de los Estados Unidos a las Olimpiadas de Verano de 1980 en Moscú, Rusia. Ambas recibieron una medalla de oro del Congreso muchos años después como consuelo. Charlotte Geer compitió por los Estados Unidos en los Juegos Olímpicos de Verano de 1984 en Los Ángeles, California, en el evento de remo en solitario donde terminó en segundo lugar.

## Familia de olímpicos
La hermana de Charlotte, Julia "Judy" Geer, compitió en las Olimpiadas de 1976 y 1984 para los equipos de remo americanos, su cuñado Richard "Dick" Dreissigacker compitió como remero en las Olimpiadas de verano de 1972, y sus sobrinas Hannah y Emily compitieron en el biatlón en las Olimpiadas de invierno de 2014 y 2018, respectivamente.